# Olga Miedwiedcewa
Olga Walerjewna Miedwiedcewa (po pierwszym mężu Pylowa, ros. Ольга Валерьевна Медведцева (Пылёва), z domu Zamorozowa (Заморозова), ur. 7 lipca 1975 w Krasnojarsku) – rosyjska biathlonistka, trzykrotna medalistka olimpijska, wielokrotna medalistka mistrzostw świata.

## Kariera
Uprawiała początkowo biegi narciarskie, odnosząc sukcesy już kategorii juniorów. W 1993 roku wystąpiła na mistrzostwach świata juniorów w Harrachovie, gdzie zdobyła złoty medal w sztafecie. Podczas mistrzostw świata juniorów w Breitenwang w 1994 roku była druga w biegu na 15 km stylem dowolnym i trzecia w biegu na 5 km techniką klasyczną. Ponadto na mistrzostwach świata juniorów w Gällivare rok później ponownie wywalczyła złoto w sztafecie.
Treningi biatlonowe rozpoczęła w 1998 roku. W krótkim czasie zyskała stałe miejsce w kadrze rosyjskiej. W Pucharze Świata zadebiutowała 5 stycznia 2000 roku w Oberhofie, zajmując 41. miejsce w sprincie. Pierwsze punkty wywalczyła 7 stycznia 2000 roku w tej samej miejscowości, gdzie zajęła siódme miejsce w biegu pościgowym. Pierwszy raz na podium zawodów pucharowych stanęła 8 dni później w Ruhpolding, gdzie sprint ukończyła na trzeciej pozycji. W zawodach tych wyprzedziły ją tylko Włoszka Nathalie Santer i Niemka Katrin Apel. W kolejnych startach jeszcze 36 razy stanęła na podium, odnosząc przy tym 10 zwycięstw: 16 lutego 2002 roku w Salt Lake City, 28 lutego 2004 roku w Lake Placid, 13 marca 2004 roku w Oslo i 16 stycznia 2005 roku w Ruhpolding wygrywała biegi pościgowe, 8 lutego 2003 roku w Lahti, 27 lutego 2004 roku w Lake Placid, 11 marca 2004 roku w Oslo i 14 stycznia 2005 roku w Ruhpolding była najlepsza w sprintach, 10 lutego 2004 roku w Oberhofie wygrała bieg indywidualny, a 6 marca 2004 roku w Fort Kent triumfowała w biegu masowym. Najlepsze wyniki osiągnęła w sezonie 2003/2004, kiedy zajęła drugie miejsce w klasyfikacji generalnej, ulegając tylko Norweżce Liv Grete Poirée. W tym samym sezonie była też najlepsza w klasyfikacji biegu indywidualnego, druga w biegu pościgowym i trzecia w sprincie. Sezon 2004/2005 ukończyła na trzeciej pozycji, za Francuzką Sandrine Bailly i Niemką Kati Wilhelm. Była też ponownie najlepsza w klasyfikacji biegu indywidualnego oraz druga w biegu pościgowym i biegu masowym. Ponadto zajęła drugie miejsce w klasyfikacji biegu masowego i trzecie w klasyfikacji biegu indywidualnego.
W 2000 roku, podczas mistrzostw świata w Oslo, partnerując Albinie Achatowej, Galinie Kuklewej i Swietłanie Czernousowej zdobyła złoty medal w sztafecie. Sukces ten powtórzyła na rozgrywanych rok później mistrzostwach świata w Pokljuce (z Kuklewą, Swietłaną Iszmuratową i Anną Bogalij). Indywidualnie pierwszy medal zdobyła na mistrzostwach świata w Oslo w 2002 roku, zajmując drugie miejsce w biegu masowym. Uplasowała się tam między Ołeną Zubryłową z Ukrainy a Olgą Nazarową z Białorusi. Kolejne medale zdobyła podczas mistrzostw świata w Oberhofie w 2004 roku. Najpierw zwyciężyła w biegu indywidualnym, a następnie była druga w sztafecie. Na rozgrywanych w 2005 roku mistrzostwach świata w Hochfilzen razem z Iszmuratową, Bogalij i Olgą Zajcewą wywalczyła kolejny złoty medal w sztafecie. Zdobyła tam również brązowy medal w biegu masowym, plasując się za Norweżką Gro Marit Istad-Kristiansen i Anną Carin Zidek ze Szwecji. Ponadto wspólnie z Iszmuratową, Iwanem Czerezowem i Nikołajem Krugłowem zwyciężyła w rozegranej po raz pierwszy sztafecie mieszanej na mistrzostwach świata w Chanty-Mansyjsku. Ostatni medal w zawodach tego cyklu zdobyła na mistrzostwach świata w Pjongczangu w 2009 roku, gdzie razem z Swietłaną Slepcową, Anną Bułyginą i Olgą Zajcewą zwyciężyła w sztafecie.
W 2002 roku wystartowała na igrzyskach olimpijskich w Salt Lake City, gdzie zdobyła złoto w rozegranym po raz pierwszy biegu pościgowym. Wyprzedziła tam Kati Wilhelm i Irinę Nikułcziną z Bułgarii. Wraz z koleżankami z reprezentacji (Kuklewą, Iszmuratową i Achatową) sięgnęła ponadto po brąz w sztafecie, a w biegu indywidualnym uplasowała się na 4. miejscu, przegrywając walkę o medal ze Szwedką Magdaleną Forsberg. Na rozgrywanych cztery lata później igrzyskach w Turynie w biegu indywidualnym początkowo zdobyła srebro, przegrywając jedynie z rodaczką Iszmuratową. Po wykryciu dopingu zdyskwalifikowano ją i odebrano medal. W kolejnych konkurencjach już nie startowała. Po przerwie w startach wzięła też udział w igrzyskach olimpijskich w Vancouver w 2010 roku, gdzie razem ze Slepcową, Zajcewą i Bogalij-Titowiec zwyciężyła w sztafecie. Zajęła tam też między innymi czwarte miejsce w biegu masowym, przegrywając walkę o medal z Simone Hauswald.
W 2010 roku zakończyła karierę.
W 2003 roku odznaczona Orderem „Za zasługi dla Ojczyzny”, a w 2010 roku Orderem Przyjaźni.
Jej mężem jest Walerij Miedwiedcew, mają córkę Daszę i syna Arsienija.

## Osiągnięcia w biathlonie

### Igrzyska olimpijskie
| Rok  | Miejscowość    | Konkurencje | Konkurencje | Konkurencje | Konkurencje | Konkurencje | Konkurencje | Konkurencje |
| Rok  | Miejscowość    | IN          | SP          | PU          | MS          | RL          | MR          | SR          |
| ---- | -------------- | ----------- | ----------- | ----------- | ----------- | ----------- | ----------- | ----------- |
| 2002 | Salt Lake City | 4.          | 8.          | 1.          | nd.         | 3.          | nd.         | –           |
| 2006 | Turyn          | DSQ         | DNS         | –           | –           | –           | nd.         | –           |
| 2010 | Vancouver      | 21.         | 22.         | 20.         | 4.          | 1.          | nd.         | –           |

### Mistrzostwa świata
| Rok  | Miejscowość     | Konkurencje | Konkurencje | Konkurencje | Konkurencje | Konkurencje | Konkurencje | Konkurencje |
| Rok  | Miejscowość     | IN          | SP          | PU          | MS          | RL          | MR          | SR          |
| ---- | --------------- | ----------- | ----------- | ----------- | ----------- | ----------- | ----------- | ----------- |
| 2000 | Oslo            | 11.         | –           | –           | 11.         | 1.          | nd.         | –           |
| 2001 | Pokljuka        | 13.         | 7.          | 4.          | 7.          | 1.          | nd.         | –           |
| 2002 | Oslo            | nd.         | nd.         | nd.         | 2.          | nd.         | nd.         | –           |
| 2003 | Chanty-Mansyjsk | –           | 36.         | 30.         | 14.         | –           | nd.         | –           |
| 2004 | Oberhof         | 1.          | 45.         | 24.         | 24.         | 2.          | nd.         | –           |
| 2005 | Hochfilzen      | 6.          | 6.          | 4.          | 3.          | 1.          | nd.         | –           |
| 2005 | Chanty-Mansyjsk | nd.         | nd.         | nd.         | nd.         | nd.         | 1.          | –           |
| 2009 | Pjongczang      | 19.         | 21.         | 14.         | 9.          | 1.          | –           | –           |

### Puchar Świata

#### Miejsca w klasyfikacji generalnej
| Sezon     | Miejsce |
| --------- | ------- |
| 1999/2000 | 20.     |
| 2000/2001 | 7.      |
| 2001/2002 | 4.      |
| 2002/2003 | 10.     |
| 2003/2004 | 2.      |
| 2004/2005 | 3.      |
| 2005/2006 | 28.     |
| 2008/2009 | 17.     |
| 2009/2010 | 13.     |

#### Miejsca na podium chronologicznie
| Lp. | Dzień       | Rok  | Miejscowość     | Konkurencja                | Lokata | Pudła   | Czas biegu | Strata  | Zwycięzca                   |
| --- | ----------- | ---- | --------------- | -------------------------- | ------ | ------- | ---------- | ------- | --------------------------- |
| 1.  | 15 stycznia | 2000 | Ruhpolding      | Sprint na 7,5 km           | 3.     | 0+0     | 23:46,4    | +6,8    | Nathalie Santer             |
| 2.  | 16 marca    | 2000 | Chanty-Mansyjsk | Sprint na 7,5 km           | 2.     | 0+0     | 24:54,5    | +24,8   | Ołena Zubryłowa             |
| 3.  | 18 marca    | 2000 | Chanty-Mansyjsk | Bieg pościgowy na 10 km    | 3.     | 1+0+1+0 | 34:09,8    | +44,7   | Magdalena Forsberg          |
| 4.  | 7 grudnia   | 2000 | Anterselva      | Sprint na 7,5 km           | 2.     | 1+0     | 22:01,3    | +9,1    | Gro Marit Istad-Kristiansen |
| 5.  | 18 stycznia | 2001 | Anterselva      | Sprint na 7,5 km           | 2.     | 0+0     | 23:51,0    | +6,2    | Magdalena Forsberg          |
| 6.  | 16 grudnia  | 2001 | Pokljuka        | Bieg pościgowy na 10 km    | 3.     | 0+0+2+1 | 32:23,0    | +33,9   | Magdalena Forsberg          |
| 7.  | 22 grudnia  | 2001 | Osrblie         | Bieg masowy na 12,5 km     | 2.     | 0+0+0+1 | 35:45,4    | +32,7   | Magdalena Forsberg          |
| 8.  | 10 stycznia | 2002 | Oberhof         | Sprint na 7,5 km           | 2.     | 0+0     | 22:13,5    | +1,0    | Liv Grete Poirée            |
| 9.  | 16 lutego   | 2002 | Salt Lake City  | Bieg pościgowy na 10 km    | 1.     | 1+0+0+0 | 31:07,7    | –       | –                           |
| 10. | 24 marca    | 2002 | Oslo            | Bieg masowy na 12,5 km     | 2.     | 0+0+1+0 | 37:09,5    | +21,3   | Ołena Zubryłowa             |
| 11. | 5 grudnia   | 2002 | Östersund       | Sprint na 7,5 km           | 3.     | 0+0     | 23:43,9    | +13,2   | Olga Zajcewa                |
| 12. | 17 stycznia | 2003 | Ruhpolding      | Sprint na 7,5 km           | 3.     | 0+1     | 23:57,2    | +25,8   | Galina Kuklewa              |
| 13. | 8 lutego    | 2003 | Lahti           | Sprint na 7,5 km           | 1.     | 0+0     | 23:07,8    | –       | –                           |
| 14. | 22 lutego   | 2003 | Östersund       | Bieg indywidualny na 15 km | 3.     | 0+1+0+0 | 50:01,3    | +23,0   | Olga Zajcewa                |
| 15. | 18 grudnia  | 2003 | Osrblie         | Bieg indywidualny na 15 km | 3.     | 0+0+0+1 | 43:07,0    | +17,7   | Martina Beck                |
| 16. | 21 grudnia  | 2003 | Osrblie         | Bieg pościgowy na 10 km    | 2.     | 0+0+0+1 | 29:21,3    | +27,7   | Sandrine Bailly             |
| 17. | 9 stycznia  | 2004 | Pokljuka        | Bieg pościgowy na 10 km    | 3.     | 0+0+0+1 | 30:23,4    | +50,7   | Uschi Disl                  |
| 18. | 18 stycznia | 2004 | Ruhpolding      | Bieg pościgowy na 10 km    | 3.     | 1+0+1+1 | 33:18,7    | +2:16,3 | Liv Grete Poirée            |
| 19. | 10 lutego   | 2004 | Oberhof         | Bieg indywidualny na 15 km | 1.     | 0+0+0+1 | 49:43,0    | –       | –                           |
| 20. | 27 lutego   | 2004 | Lake Placid     | Sprint na 7,5 km           | 1.     | 0+0     | 20:19,6    | –       | –                           |
| 21. | 28 lutego   | 2004 | Lake Placid     | Bieg pościgowy na 10 km    | 1.     | 1+1+1+0 | 31:11,3    | –       | –                           |
| 22. | 6 marca     | 2004 | Fort Kent       | Bieg masowy na 12,5 km     | 1.     | 0+0+0+0 | 37:14,6    | –       | –                           |
| 23. | 11 marca    | 2004 | Oslo            | Sprint na 7,5 km           | 1.     | 0+0     | 21:18,9    | –       | –                           |
| 24. | 13 marca    | 2004 | Oslo            | Bieg pościgowy na 10 km    | 1.     | 1+0+1+0 | 35:48,2    | –       | –                           |
| 25. | 4 grudnia   | 2004 | Beitostølen     | Bieg pościgowy na 10 km    | 2.     | 1+0+0+1 | 30:18,2    | +16,4   | Uschi Disl                  |
| 26. | 11 grudnia  | 2004 | Oslo            | Sprint na 7,5 km           | 2.     | 0+1     | 20:21,3    | +14,3   | Olga Zajcewa                |
| 27. | 18 grudnia  | 2004 | Östersund       | Bieg pościgowy na 10 km    | 3.     | 0+0+0+1 | 33:48,6    | +25,1   | Olga Zajcewa                |
| 28. | 14 stycznia | 2005 | Ruhpolding      | Sprint na 7,5 km           | 1.     | 0+0     | 24:45,6    | –       | –                           |
| 29. | 16 stycznia | 2005 | Ruhpolding      | Bieg pościgowy na 10 km    | 1.     | 0+0+0+2 | 33:17,0    | –       | –                           |
| 30. | 20 stycznia | 2005 | Anterselva      | Bieg indywidualny na 15 km | 3.     | 0+0+0+0 | 49:39,2    | +50,2   | Ołena Zubryłowa             |
| 31. | 10 lutego   | 2005 | Pragelato       | Bieg indywidualny na 15 km | 2.     | 0+0+0+1 | 50:47,9    | +26,5   | Anna Bogalij-Titowiec       |
| 32. | 20 lutego   | 2005 | Pokljuka        | Bieg masowy na 12,5 km     | 2.     | 0+0+0+1 | 39:03,1    | +14,5   | Sandrine Bailly             |
| 33. | 13 marca    | 2005 | Hochfilzen      | Bieg masowy na 12,5 km     | 3.     | 1+1+1+0 | 41:40,3    | +8,4    | Gro Marit Istad-Kristiansen |
| 34. | 8 stycznia  | 2006 | Oberhof         | Bieg masowy na 12,5 km     | 2.     | 0+0+0+0 | 39:05,7    | +2,0    | Martina Beck                |
| 35. | 11 stycznia | 2007 | Oberhof         | Bieg masowy na 12,5 km     | 2.     | 0+0+1+1 | 39:55,2    | +5,8    | Kati Wilhelm                |
| 36. | 5 grudnia   | 2009 | Östersund       | Sprint na 7,5 km           | 2.     | 0+0     | 21:21,5    | +6,8    | Tora Berger                 |
| 37. | 13 stycznia | 2010 | Ruhpolding      | Sprint na 7,5 km           | 2.     | 0+0     | 23:49,6    | +29,8   | Anna Carin Zidek            |

## Osiągnięcia w biegach narciarskich

### Mistrzostwa świata juniorów
| Miejsce | Dzień       | Rok  | Miejscowość | Konkurencja            | Wynik     | Strata  | Zwyciężczyni        |
| ------- | ----------- | ---- | ----------- | ---------------------- | --------- | ------- | ------------------- |
| 5.      | 2 marca     | 1993 | Harrachov   | 5 km stylem klasycznym | 16:39,1   | +35,2   | Kateřina Neumannová |
| 1.      | 4 marca     | 1993 | Harrachov   | Sztafeta 4x5 km        | 1:05:15,3 | -       | -                   |
| 33.     | 6 marca     | 1993 | Harrachov   | 15 km stylem dowolnym  | 43:00,6   | +3:44,0 | Irina Składniewa    |
| 3.      | 26 stycznia | 1994 | Breitenwang | 5 km stylem klasycznym | 16:20,2   | +9,7    | Irina Składniewa    |
| 9.      | 28 stycznia | 1994 | Breitenwang | Sztafeta 4x5 km        | 1:06:19,6 | +2:13,2 | Czechy              |
| 2.      | 30 stycznia | 1994 | Breitenwang | 15 km stylem dowolnym  | 41:53,5   | +38,6   | Julija Czepałowa    |
| 3.      | 1 marca     | 1995 | Gällivare   | 5 km stylem klasycznym | 15:46,8   | +6,4    | Natalja Masałkina   |
| 1.      | 3 marca     | 1995 | Gällivare   | Sztafeta 4x5 km        | 1:01:31,0 | -       | -                   |
| 4.      | 5 marca     | 1995 | Gällivare   | 15 km stylem dowolnym  | 43:16,9   | +1:23,7 | Julija Czepałowa    |

### Puchar Świata

#### Miejsca w klasyfikacji generalnej
- sezon 1994/1995: 25.
- sezon 1996/1997: -
- sezon 1997/1998: -

#### Miejsca na podium
Miedwiedcewa nigdy nie stała na podium indywidualnych zawodów Pucharu Świata w biegach.